# Алекс Гарсія
Алекс Гарсія (англ. Alex García; 2 грудня 1961) — американський професійний боксер, призер чемпіонату світу серед аматорів.

## Аматорська кар'єра
На чемпіонаті світу 1986 зайняв друге місце.
- В 1/8 фіналу переміг Пек Хьон Ман (Південна Корея) — RSCH 2
- У чвертьфіналі переміг Азіза Саліху (Югославія) — RSCH 2
- У півфіналі переміг Б'яджо К'янезе (Італія) — RSCH 2
- У фіналі програв Теофіло Стівенсону (Куба) — RSCH 2

## Професіональна кар'єра
1987 року перейшов до професійного боксу. 1988 року в своєму дванадцятому поєдинку зазнав першої поразки технічним нокаутом у восьмому раунді. Після цього здобув двадцять одну перемогу поспіль, а 8 червня 1993 року несподівано зазнав другої поразки технічним нокаутом у другому раунді. Звівши 27 липня 1993 року внічию поєдинок за титул NABF у важкій вазі з ексчемпіоном світу Джеймсом Воррінгом, 20 серпня 1993 року знов зазнав поразки технічним нокаутом у другому раунді, після чого його кар'єра остаточно пішла на спад.